# Alpha Blondy
Alpha Blondy (właściwie Seydou Koné; ur. 1 stycznia 1953 w Dimbokro) – wykonawca muzyki reggae z Wybrzeża Kości Słoniowej.
Popularny nie tylko w całej Afryce, ale sprzedający swoje płyty na całym świecie. Swoje utwory wykonuje w języku angielskim, francuskim oraz językach z Wybrzeża Kości Słoniowej, zwłaszcza diula oraz niektóre kawałki w języku hebrajskim i arabskim.
29 sierpnia 2008 roku wystąpił z zespołem The Solar System w Chocianowie na festiwalu Piknik Reggae.

## Lata młodzieńcze

### Dzieciństwo
Jest pierwszym synem wśród dziewiątki dzieci. Wychowywany był przez babcię, dorastał, co sam opisuje, między starszyzną, co miało później ogromny wpływ na jago karierę. W 1962 r., Alpha Blondy przeniósł się do swojego ojca w Odienné, gdzie spędził 10 lat. Uczęszczał do Liceum im. św. Elżbiety oraz wplątał się w ruch studencki Ivory Coast. Stworzył tam zespół muzyczny. 

## Dyskografia
- 1982: Jah Glory!
- 1984: Cocody Rock!!!
- 1985: Apartheid Is Nazism
- 1986: Jérusalem (z The Wailers)
- 1987: Revolution
- 1989: The Prophets
- 1991: S.O.S Guerre Tribale
- 1992: Masada
- 1993: Live Au Zénith (Paris)
- 1994: Dieu
- 1996: Grand Bassam Zion Rock
- 1997: Best Of
- 1998: Yitzhak Rabin
- 2000: Elohim
- 2000: Paris Bercy
- 2001: Blondy Live Paris Bercy
- 2002: Merci
- 2005: Akwaba
- 2007: Jah Victory
- 2011: Vision
- 2013: Mystic Power
- 2015: Positive Energy
- 2018: Human Race